# Formación Tobífera
La formación Tobífera es una formación vulcánico-sedimentaria de finales del Jurásico, ubicada en la región de Magallanes, en el sur de la Patagonia y en Tierra del Fuego. La mayor parte de la formación se origina a partir de material piroclástico félsico durante un período de vulcanismo bimodal en la cuenca de Rocas Verdes, una cuenca de rift. La formación Tobífera se agrupa junto con otras formaciones de edad similar en la Patagonia en la provincia de Chon Aike, una provincia extraordinariamente grande de vulcanismo silícico. Con excepción de algunos afloramientos occidentales y meridionales, la mayor parte de la formación está enterrada y solo se conoce de pozos de sondeo geotécnico en la cuenca de Magallanes. La formación es equivalente a las formaciones de El Quemado e Ibáñez. La formación Tobífera tiene un complejo clástico basal de hasta 80 metros de espesor, una subunidad compuesta de conglomerado y arenisca. La formación Tobífera se superpone discordantemente a los complejos de zócalos metamórficos e ígneos de edad cámbrica.

## Deformación y metamorfismo
Gran parte de la formación se pliega y falla como consecuencia de la orogenia andina. En la provincia de Última Esperanza, la formación se metamorfizó primero bajo facies de esquistos verdes y luego bajo condiciones de facies prehnita-pumpellyíta. Algunas riolitas de la formación Tobífera se incorporaron al complejo metamórfico de la Cordillera Darwin. Esta incorporación estuvo acompañada de deformación y metamorfismo, y ocurrió en el contexto de la orogenia andina en el Cretácico.